# Almeirim (freguesia)
Almeirim es una freguesia portuguesa del municipio homónimo de Almeirim, con 69,04 km² de extensión y 11.607 habitantes (2001). Densidad: 168,1 hab/km².
Situada en una planicie abierta del valle del río Tajo, la fregresia de Almeirim es la sede municipal, en el distrito de Santarén. Su patrón es S. João Baptista, celebrado todos los años en una romería el 24 de junio.

## Trasfondo histórico
Como sede municipal, resulta difícil explicar la historia de la fregresia sin los datos de todo el municipio. Aunque no existen documentos escritos parece que el territorio que ocupa la actual fregresia estaba poblado desde época antigua. El topónimo "Almeirim" parece evidenciar influencia árabe. Según las fuentes en una descripción de Pinho Leal se dice: "Fue fundada en 1411, en un sitio que los moros llamaban ya Al-Meirim, nombre propio de hombre...", tratándose en este caso de un antropónimo, o puede tener su origen en el nombre de la planta "almeirão", a través del árabe alamron o alamiron, de origen latino, no como derivado sino como nombre paralelo, tratándose en este caso de un fitopónimo.
Aunque no tuvo un asentamiento constante, y parece que la zona estuvo despoblada en varios momentos de su historia, durante el período de repoblación medieval fue colonizada por diferentes reyes a lo largo de los siglos XII, XIII y XIV. Actualmente se han encontrado algunos vestigios de población de época neolítica y romana.
Almeirim fue "creada" en el año 1411 por el rey Juan I de Portugal, a partir de la creación de la Coutada Real de Almeirim, cuyo territorio fue demarcado en 1421, el mismo monarca edificó en el lugar un palacio rodeado de amplios jardines y huertos. En 1430 el infante Duarte ordenó construir una torre que fue destruido por orden de su padre. En 1483 el rey Juan II de Portugal otorgó a los moradores de Almeirim una Carta de Merced. En el siglo XVI Juan III ordenó construir la iglesia y el hospital de Nossa Senhora da Conceição, S. Roque y S. Sebastião, con una cofradía de la que formaban parte la reina y los infantes portugueses, el Duque de Braganza y varios hidalgos de Lisboa. El pazo que había sido edificado en época de Juan I fue ampliado por Manuel I que acostumbraba a pasar el invierno en el lugar; en esta época la corte portuguesa era atraída por la presencia del soberano y muchos nobles construyeron mansiones y quintas cercanas al palacio real. En Almeirim se convocaron cortes en dos ocasiones (primero por Juan III para el juramento del príncipe Juan y después por el Cardenal-Rey Enrique I, a causa de la sucesión del reino). En Almeirim también se casaron la infanta Isabel y el emperador Carlos V y su hijo, el rey Felipe I con la infanta María y aquí falleció el cardenal Enrique en 1580.
Almeirim fue una vicaría de patronazgo real, con un rendimiento de cien mil reales anuales y con un coadjutor de la misma representación. A nviel patrimonial merecen especial referencia la Iglesia Matriz y las Fuentes de São Roque y el Largo dos Narmoados; otros lugares de gran interés turístico son las riberas del río Tajo y la Ribeira de Alpiarça, con gran belleza paisajística y que además contribuyen a la economía agrícola local.

## Economía
Almeirim fue elevada al rango de ciudad el 20 de junio de 1991, con lo que la fregresia experimentó un fuerte impulso económico, diversificando sus actividades. Además de su importancia como sede municipal en la fregresia se desarrollan diversas prácticas agrícolas y ganaderas. En la agricultura destacan como productos de cultivo la vid, el melón y las naranjas. Fue de la Arca dos Laranjais de Almeirim que el rey Juan II de Portugal  consiguió dinero para la expedición a Oriente de 1487 de Pêro da Covilhã y de Afonso de Paiva. La regulación de la Vala de Alpiarça permitió la creación de nuevas tierras para el cultivo y la cría ganadera, especialmente bovino, un importante recurso econócimo